# Patricia Larqué
Patricia Larqué Juste (Zuera, 2 de mayo de 1992) es una futbolista española. Juega de guardameta y su equipo actual es el Atlético de Madrid de la Primera División de España.

## Trayectoria

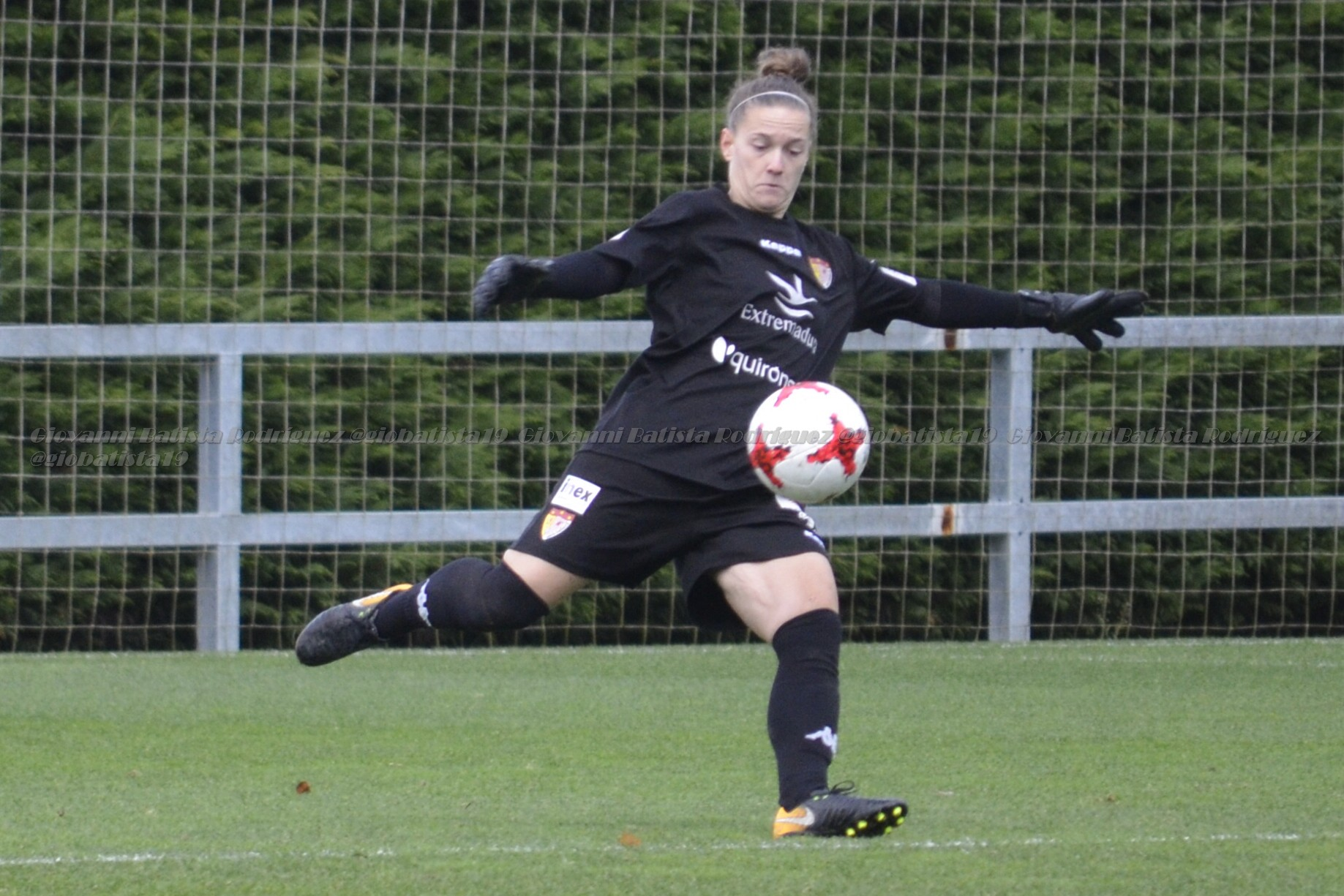
Patri Larqué jugando en Transportes Alcaine

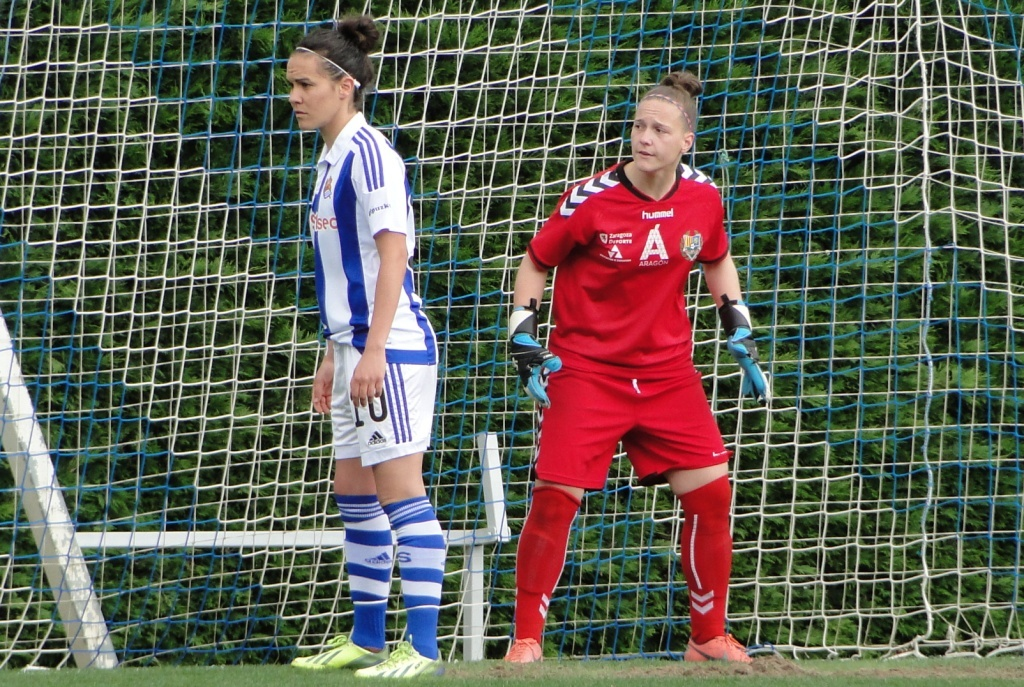
Patri Larqué ante la Real Sociedad

Natural de Zuera, es hija del que fuese alcalde de la localidad, José Manuel Larqué. Empezó a jugar baloncesto hasta que su compañera Nuria Mallada la animó a jugar al fútbol, donde empezó jugando de centrocampista hasta que se lesionó y probó a jugar de portera, donde destacó y ya se quedó en esa posición. En 2008 fichó por el Transportes Alcaine al desaparecer el equipo de Zuera. Suplente de Pilar Velilla, debutó con 17 años en Primera División el 10 de octubre de 2009 ante la Sociedad Deportiva Eibar con victoria por 0-4, y volvió a jugar el siguiente partido en Valladolid, manteniendo de nuevo la portería a cero.
Las siguientes temporadas no tuvo oportunidad de jugar con el primer equipo, que contaba con Jamila Marreiros como portera titular. En la temporada 2013-14 se fue Jamila y llegó Esther Sullastres al equipo. Larqué siguió siendo suplente, pero empezó a jugar algunos partidos esa temporada y la siguiente. En ambas temporadas el equipo quedó en la zona baja de la tabla peor pudo salvar la categoría. En la temporada 2015-16 Sullastres fichó por el Valencia y Larqué pasó a ser la portera titular del equipo las siguientes dos temporadas, en las que el equipo mantuvo de nuevo la categoría con comodidad.
En 2017 fichó por el Santa Teresa, donde fue la guardameta titular alternándose con Yolanda Aguirre, pero el equipo fue colista y descendió de categoría. Esa temporada el Zaragoza C. F. F. también descendió y Larqué regresó a su ex-equipo para intentar regresar a Primera División. Lograron ganar su grupo con comodidad, pero en los play-off fueron eliminados por el Club Deportivo TACON.
Tras no lograr el ascenso jugó tres años en el Rayo Vallecano en Primera División. La primera temporada tuvo grandes actuaciones, como en la segunda jornada en la que lograron un empate ante el F. C. Barcelona en el Estadio de Vallecas y fue elegida mejor jugadora de la jornada. Sus buenas actuaciones hicieron que fuese convocada con la selección española, y contribuyó a que lograsen mantenerse en la zona media de la tabla.
Su segunda temporada en el Rayo estuvo marcada por la falta de apoyo por parte de la directiva rayista, que protagonizó varios capítulos polémicos, como problemas en la renovaciones de las jugadoras o avituallamientos poco profesionales. Estuvieron toda la temporada luchando por mantener la categoría, y con buenas intervenciones suyas, como ante el Atlético de Madrid a final de temporada, lo lograron finalmente.
Sin embargo en la temporada 2021-22 continuaron los problemas con la directiva, como la ausencia de contratos laborales y el impago de las nóminas y los alquileres de las viviendas de las jugadoras o la ausencia de equipo médico en los partidos. Con la salida de varias jugadoras importantes el equipo no pudo repetir el milagro de la temporada anterior y envuelto en polémicas descendieron a Segunda División. A pesar de tener otra temporada más de contrato, Larqué, tras una dura temporada, dejó el club.
De ahí pasó al recién ascendido Deportivo Alavés, donde alternó la titularidad con Jana Xin Hanseler, y tampoco pudo mantenerse en Primera.
En 2023 fichó por el Atlético de Madrid, que la definió como «una portera ágil y rápida bajo palos, con un gran juego de pies». Suplente de Lola Gallardo, debutó con el Atlético de Madrid el 21 de octubre de 2023 con victoria por 0-2 en el campo del Sporting de Huelva. Asumió su rol de suplente de Lola Gallardo y dispuso de pocos minutos, pero renovó su contrato con la entidad rojiblanca. Lograron el objetivo de clasificarse para la Liga de Campeones tras ser terceras en liga.
En la temporada 2024-25 mantuvo su rol como suplente pero con muy buen rendimiento. Mantuvo la portería imbatida en los 3 partidos de liga que disputó y sólo encajó goles ante el Barcelona en la Supercopa de España. El Atlético de Madrid, dirigido este año por Víctor Martín, se clasificó para la Liga de Campeones en la última jornada y alcanzó la final de la Copa de la Reina, aunque cayó en la ronda previa de la competición europea y en la semifinal de la Supercopa.

## Selección nacional
En 2019 fue convocada por la selección absoluta de España, pero no llegó a debutar.

## Estadísticas

### Clubes
Actualizado al último partido jugado el 18 de mayo de 2025.
| Club | Div.                  | Temporada     | Liga  | Liga  | Liga   | Copas nacionales(1) | Copas nacionales(1) | Copas nacionales(1) | Copas internacionales(2) | Copas internacionales(2) | Copas internacionales(2) | Total | Total | Total  | Media goleadora(3) |  |
| Club | Div.                  | Temporada     | Part. | Goles | Asist. | Part.               | Goles               | Asist.              | Part.                    | Goles                    | Asist.                   | Part. | Goles | Asist. | Media goleadora(3) |  |
| --- | --------------------- | ------------- | ----- | ----- | ------ | ------------------- | ------------------- | ------------------- | ------------------------ | ------------------------ | ------------------------ | ----- | ----- | ------ | ------------------ |  |
| Transportes Alcaine · España |                       |               |       |       |        |                     |                     |                     |                          |                          |                          |       |       |        |                    |  |
| 1.ª | 2009-10               | 2             | 0     |       | -      | -                   | -                   | -                   | -                        | -                        | 2                        | 0     |       | 0.00   |                    |  |
| 1.ª | 2010-11               | -             | -     | -     | -      | -                   | -                   | -                   | -                        | -                        | -                        |       |       | -      |                    |  |
| 1.ª | 2011-12               | -             | -     | -     | -      | -                   | -                   | -                   | -                        | -                        | -                        |       |       | -      |                    |  |
| 1.ª | 2012-13               | -             | -     | -     | -      | -                   | -                   | -                   | -                        | -                        | -                        |       |       | -      |                    |  |
| 1.ª | 2013-14               | 3             | 10    |       | -      | -                   | -                   | -                   | -                        | -                        | 3                        | 10    |       | 3.33   |                    |  |
| 1.ª | 2014-15               | 11            | 20    |       | -      | -                   | -                   | -                   | -                        | -                        | 11                       | 20    |       | 1.82   |                    |  |
| 1.ª | 2015-16               | 29            | 67    |       | -      | -                   | -                   | -                   | -                        | -                        | 29                       | 67    |       | 2.31   |                    |  |
| 1.ª | Zaragoza CFF · España | 2016-17       | 22    | 49    |        | -                   | -                   | -                   | -                        | -                        | -                        | 22    | 49    |        | 2.23               |  |
| Santa Teresa Club Deportivo · España |                       |               |       |       |        |                     |                     |                     |                          |                          |                          |       |       |        |                    |  |
| 1.ª | 2017-18               | 19            | 33    |       | -      | -                   | -                   | -                   | -                        | -                        | 19                       | 33    |       | 1.74   |                    |  |
| Total Santa Teresa | Total Santa Teresa    | 19            | 33    |       | -      | -                   | -                   | -                   | -                        | -                        | 19                       | 33    |       | 1.74   |                    |  |
| Zaragoza CFF · España |                       |               |       |       |        |                     |                     |                     |                          |                          |                          |       |       |        |                    |  |
| 2.ª | 2018-19               | 24            | 12    |       | -      | -                   | -                   | -                   | -                        | -                        | 24                       | 12    |       | 0.50   |                    |  |
| Total Zaragoza CFF | Total Zaragoza CFF    | 91            | 191   |       | -      | -                   | -                   | -                   | -                        | -                        | 91                       | 191   |       | 2.10   |                    |  |
| Rayo Vallecano · España |                       |               |       |       |        |                     |                     |                     |                          |                          |                          |       |       |        |                    |  |
| 1.ª | 2019-20               | 21            | 33    |       | 1      | 1                   |                     | -                   | -                        | -                        | 22                       | 34    |       | 1.54   |                    |  |
| 1.ª | 2020-21               | 33            | 55    |       | -      | -                   | -                   | -                   | -                        | -                        | 33                       | 55    |       | 1.67   |                    |  |
| 1.ª | 2021-22               | 26            | 58    |       | 1      | 0                   |                     | -                   | -                        | -                        | 27                       | 58    |       | 2.15   |                    |  |
| Total Rayo Vallecano | Total Rayo Vallecano  | 80            | 146   |       | 2      | 1                   |                     | -                   | -                        | -                        | 82                       | 147   |       | 1.79   |                    |  |
| Deportivo Alavés · España |                       |               |       |       |        |                     |                     |                     |                          |                          |                          |       |       |        |                    |  |
| 1.ª | 2022-23               | 14            | 30    |       | 1      | 1                   |                     | -                   | -                        | -                        | 15                       | 31    |       | 2.07   |                    |  |
| Total Alavés | Total Alavés          | 14            | 30    |       | 1      | 1                   |                     | -                   | -                        | -                        | 15                       | 31    |       | 2.07   |                    |  |
| Atlético de Madrid · España |                       |               |       |       |        |                     |                     |                     |                          |                          |                          |       |       |        |                    |  |
| 1.ª | 2023-24               | 3             | 1     |       | 1      | 1                   |                     | -                   | -                        | -                        | 4                        | 2     |       | 0.50   |                    |  |
| 1.ª | 2024-25               | 3             | 0     |       | 2      | 3                   |                     | 1                   | 0                        | -                        | 6                        | 3     |       | 0.50   |                    |  |
| Total At. Madrid | Total At. Madrid      | 6             | 1     |       | 3      | 4                   |                     | 1                   | 0                        | -                        | 10                       | 5     |       | 0.50   |                    |  |
| Total carrera | Total carrera         | Total carrera | 210   | 401   |        | 6                   | 6                   |                     | 1                        | 0                        |                          | 217   | 407+  |        | 1.88               |  |
| (1) Incluye datos de Copa de la Reina y la Supercopa. (2) Incluye datos de Liga de Campeones Femenina de la UEFA. (3) No incluye goles en partidos amistosos. |                       |               |       |       |        |                     |                     |                     |                          |                          |                          |       |       |        |                    |  |

## Palmarés

### Distinciones individuales
| Distinción                     | Año     |
| ------------------------------ | ------- |
| Mejor Jugadora de la Jornada 2 | 2019-20 |